# Sára Pusztai
Sára Pusztai (16 november 2001) is een Hongaars voetbalspeelster. Ze speelde met Ferencváros in de Champions League, waarbij ze tweemaal scoorde.

## Statistieken
| Seizoen | Club        | Land      | Competitie | Wedstrijden | Doelpunten |
| ------- | ----------- | --------- | ---------- | ----------- | ---------- |
| 2020/21 | Ferencváros | Hongarije | NNI        |             |            |
| Totaal  | Totaal      | Totaal    | Totaal     | --          | --         |

Laatste update: januari 2021